# SSVg. Velbert
Sport- und Spielvereinigung Velbert 1902 é uma agremiação esportiva alemã, fundada a 23 de fevereiro de 1902, sediada em Velbert, na Renânia do Norte-Vestfália.
Fundado em 1902 como Velberter FC 02 sendo, portanto, o terceiro clube de futebol mais antigo na região.

## História

### Os primeiros antecessores
Vários outros lados antecessores figuram na história do clube. Em 1907, o Ballspiel-Verein 07 Velbert foi formado e fez sucesso no início avançando rapidamente na hierarquia das ligas de futebol locais. O clube de ginástica Turner Velberter Turnvereins 1864 formou o seu departamento de futebol, em 1912, e em 1917, o VFC entrou nesse grupo para formar o VFC 02, Spielabteilung des Velberter Turnvereins 1864 em uma união de curta duração que durou apenas cinco anos. O departamento de futebol de 1864 se tornou independente em 1923 para jogar como SSV Velbert 1912.
Em 1933, o VFC e BV 07 se fundiram para formar o Verein für Bewe-gungspiele 02/07 Velbert, atuando com as cores verde e branco. Na temporada seguinte terminou em segundo lugar na sua liga de segundo nível, e no ano seguinte manteve a vitoriosa sequência, vencendo dezesseis partidas consecutivas. O início da Segunda Guerra Mundial levou a uma escassez de jogadores e, em 1941, o time se se uniu ao SV Borussia Velbert 06 para formar uma equipe que foi logo suspensa quando o conflito tomou conta da região.

### Do pós-guerra em diante
SSV e VfB recomeçaram suas atividades logo que a guerra foi findada. Ao longo do tempo o SSV emergiu como o mais forte e, em 1961, se encontrava na terceira divisão, a Amateurliga Niederrhein. Apenas três anos mais tarde, em 1964, SSV e VfB concordaram em realizar uma fusão para formar o atual SSVg Velbert 02, jogando com as cores azul e branco, tendo o objetivo de chegar à segunda divisão.
A ascensão ao segundo módulo ocorreu em 1969, quando foi promovido para a Regionalliga West (II), mas rapidamente a equipe caiu a terceira divisão após um 17º na sua única temporada no nível II. A proposta final dos anos 1970 para se reunir com o parceiro de guerra Borussia Velbert foi abandonada. Em última análise, o SSVg considerou que não podia apoiar financeiramente a sua ambição e começou uma descida constante à quinta e sexta divisão na década de 1990.
Desde 2000 tem atuado predominantemente na Oberliga Nordrhein (IV). A equipe liderou na temporada 2003-2004, mas sua subida para a Regionalliga por conta da falta de solidez financeira. Em 2003, se classificou para a Copa da Alemanha e venceu o 1. FSV Mainz 05 nos pênaltis na primeira fase, mas depois sucumbiu ao Jahn Regensburg na segunda fase.

## Títulos
- Campeão da Landesliga, Grupe 1: 1999;
- Campeão da Verbandsliga Niederhein: 2000;
- Campeão da Oberliga Nordrhein : 2004;

## Cronologia recente
| Temporada | Liga                     | Colocação | Acesso/descenso           |
| --------- | ------------------------ | --------- | ------------------------- |
| 1979/80   | Verbandsliga Niederrhein | 3º        |                           |
| 1980/81   | Verbandsliga Niederrhein | 8º        |                           |
| 1981/82   | Verbandsliga Niederrhein | 9º        |                           |
| 1982/83   | Verbandsliga Niederrhein | 11º       |                           |
| 1983/84   | Verbandsliga Niederrhein | 11º       |                           |
| 1984/85   | Verbandsliga Niederrhein | 15º       | ↓                         |
| 1985/86   | Landesliga Niederrhein   | ?         | ↑                         |
| 1986/87   | Verbandsliga Niederrhein | 3º        |                           |
| 1987/88   | Verbandsliga Niederrhein | 10º       |                           |
| 1988/89   | Verbandsliga Niederrhein | 10º       |                           |
| 1989/90   | Verbandsliga Niederrhein | 17º       | ↓                         |
| 1990/91   | Landesliga Niederrhein   | 14º       | ↓                         |
| 1991/92   | Bezirksliga              | 1º        | ↑                         |
| 1992/93   | Landesliga Niederrhein   | 3º        |                           |
| 1993/94   | Landesliga Niederrhein   | 10º       |                           |
| 1994/95   | Landesliga Niederrhein   | 5º        |                           |
| 1995/96   | Landesliga Niederrhein   | 11º       |                           |
| 1996/97   | Landesliga Niederrhein   | 2º        | Eliminado nos play-offs   |
| 1997/98   | Landesliga Niederrhein   | 2º        | Eliminado nos play-offs   |
| 1998/99   | Landesliga Niederrhein   | 1º        | ↑                         |
| 1999/00   | Verbandsliga Niederrhein | 1º        | ↑                         |
| 2000/01   | Oberliga Nordrhein       | 4º        |                           |
| 2001/02   | Oberliga Nordrhein       | 4º        |                           |
| 2002/03   | Oberliga Nordrhein       | 3º        |                           |
| 2003/04   | Oberliga Nordrhein       | 1º        | Licença negada para subir |
| 2004/05   | Oberliga Nordrhein       | 3º        |                           |
| 2005/06   | Oberliga Nordrhein       | 4º        |                           |
| 2006/07   | Oberliga Nordrhein       | 3º        |                           |
| 2007/08   | Oberliga Nordrhein       | 6º        | NRW-Liga-Qualifikation    |
| 2008/09   | NRW-Liga                 | 13º       |                           |
| 2009/10   | NRW-Liga                 | 12º       |                           |
| 2010/11   | NRW-Liga                 | 6º        |                           |
| 2011/12   | NRW-Liga                 | 4º        | ↑                         |
| 2012/13   | Regionalliga West        |           |                           |